# Samuel Benedikt Lucca

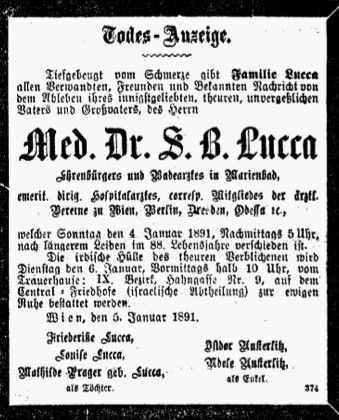
Dobové oznámení ve vídeňském tisku o úmrtí dr. Samuela Benedikta Lucci

Samuel Benedikt Lucca, též, Lucka (6. března 1803, Praha – 4. ledna 1891, Vídeň) byl rakouský lékař, lékařský propagátor lázní a spisovatel. Jeho
život i dílo je spojeno s lázeňským místem Mariánské Lázně.

## Život
Narodil se 6. března 1803 v Praze do původem židovské rodiny Barucha (Benedikta) Lucky a Rebeky (Rachel) Lucky, roz. Peslové. Měl tři vlastní a několik nevlastních sourozenců. Další členové rodiny z širšího příbuzenstva přijali též jméno Lucca (Lucka), někteří konvertovali ke křesťanství.
Samuel Benedikt Lucca promoval v roce 1835 na Vídeňské univerzitě, kde studoval medicínu a získal titul Med.Dr. Poté si v Praze otevřel lékařskou praxi jako dětský lékař, ve které pokračoval mimo sezónu i jako lázeňský lékař v Mariánských Lázních. Tím se stal v roce 1841 a v Mariánských Lázních prožil téměř celý svůj život. Bydlel v Tepelském domě a později naproti (v dnešním lázeňském domě Jalta). Zřídil ve městě lékařskou ordinaci pro nemajetné lidi a zasadil se o vznik židovské nemocnice, v níž působil dlouhá léta jako vedoucí lékař. V 50. letech 19. století se stal uznávaným lékařem a členem-korespondentem lékařských spolků ve Vídni, v Drážďanech, v Mnichově, v Oděse, v Berlíně a v Pešti.
Kromě lékařské činnosti se věnoval i literatuře. Napsal řadu odborných spisů o minerálních pramenech Mariánských Lázní, včetně průvodců, z nichž Zur Orientierung in Marienbad zaznamenal celkem 14 vydání. Měl přátele mezi vídeňskými literáty (Franz Grillparzer, L. A. Frankl) a byl členem spolku německých spisovatelů a umělců v Čechách Concordia; napsal několik básní a her.
Chvíle odpočinku trávil ve Vídni u svých dcer Mathilde Prager a Louise Luccy, které po smrti Mathildina manžela bydlely spolu.
Zemřel ve Vídni 4. ledna 1891 na zápal plic ve věku 87 let; je pohřben na Vídeňském ústředním hřbitově (Wiener Zentralfriedhof).

### Rodina
V manželství s Therese roz. Feiglovou se narodily tři dcery. Friederike Austerliz vystudovala hudební konzervatoř a stala se učitelkou hry na klavír, Louise Lucca byla spisovatelka a Mathilde Prager byla spisovatelka a překladatelka.

## Dílo (výběr)
- 1844 Der Kreuzbrunnen und seine Heilwirkungen : eine Monographie(1848, 1858), J.G. Calve’schen Buchhandlung, Praha
- 1860 Der absolute und relative Eisengehalt in den Trink- und Badequellen und Moorerden von Marienbad, J.G. Calve’schen Buchhandlung, Praha
- 1881 Zur Orientirung in Marienbad : ein Rathgeber und Wegweiser für Curgäste, Josef Gschihay, Mariánské Lázně